# 火曜ワイドスペシャル
『火曜ワイドスペシャル』（かようワイドスペシャル）は、1971年4月6日から2001年3月27日まで（一時期ブランクあり）フジテレビ系列局が編成していたフジテレビ製作の単発特別番組枠である。略称は、ワイドスペシャルを略した「ワイスぺ」。

## 概説
- 第1期は1971年4月6日[注 1]から同年9月28日[注 2]までナイターシーズンのみの編成であったが、第2期は1972年4月4日から1997年9月23日、そして第3期は2000年4月18日から2001年3月27日まで放送。なお、第3期開始前の1999年10月12日から2000年3月28日にも『火・曜・特・番!!』のタイトルで放送された。
  - 同番組は、1970年4月から1971年9月まで同枠で放送された後、同年10月から1972年9月まで木曜 20:00 - 21:26 で『テレビグランドスペシャル（第2期）』（以降『TGSP』と略記）として放送されたという経緯がある。さらに『TGSP』は、1967年11月から1968年3月まで土曜 20:00 - 20:56 に放送された第1期があり、これが日本初の単発特別番組枠である[要出典]（第1回は「オールスター秋の大運動会」であった）。
  - 当時、フジテレビは平日帯枠で19:30『クイズグランプリ』（以後、クイズ漫才グランプリ→逆転!クイズジャック）19:45『スター千一夜』の2番組があったため、当初は20:00 - 21:26（日本時間-JST。1973年10月以降は21:25まで、1975年10月以降は21:24まで）に放送されていた。その後、1981年9月に両番組が終了するとともに、19:30 - 20:54の放送となる。
- 「楽しくなければテレビじゃない」をモットーとするフジらしく[独自研究?]、バラエティ番組を中心にドキュメンタリー、情報番組、歌謡番組などを放送。放送されたコンテンツ数は述べ1000本以上に及ぶという[誰によって?]。
- ダイヤモンドグローブスペシャルとして、輪島功一などのプロボクシングの世界タイトルマッチの実況生中継を行っていたのもこの枠だが、『火曜ワイドスペシャル』としての回数には含まれない。プロ野球中継（雨天中止で映画を放送した際も）[注 3]やバレーボール中継、日本歌謡大賞（フジテレビ制作当番の年の場合[注 4]）、FNS歌謡祭も同様である。またバラエティ番組も、正月特番『新春かくし芸大会』と『オールスター爆笑ものまね紅白歌合戦!!』が火曜日と重なっても本枠扱いはされない[注 5]。
- 3年後の2004年、火曜の特番枠は『カスペ!』として復活。2015年3月まで編成され続けた。

## 放送された番組
- ザ・ドリフターズシリーズ
  - ドリフのアンタッチャブル（1971年4月6日）『火曜ワイドスペシャル』1回目の放送。
  - ドリフの南の島で全員集合!!（1971年7月20日）
  - 秋祭りダヨ!ドリフターズ（1971年9月21日）
  - ドリフターズだ!全員変身!（1972年4月18日。「変身ブーム」に因み、「変身」をテーマにしたコント。オープニングは『ドリフのピンポンパン』）
  - ドリフの昭和大爆進（1975年10月7日 - 1976年3月23日）
  - ドリフのバカ笑い大爆進（1976年6月8日 - 11月30日）
  - ドリフ大爆笑[注 6]（1977年2月8日 - 1997年7月8日）
  - ドリフのクリスマスプレゼント（1986年、1987年、1991年）[注 7]
  - 加トちゃんケンちゃん光子ちゃん（1990年1月9日、10月9日、1992年2月4日、1994年5月17日）
  - 志村けんのバカ殿様[注 8]
- 改編期特番シリーズ[注 9]
  - 世紀の祭典シリーズ（1973年3月6日、1975年3月4日、1976年3月2日）
  - 秋だ目玉だ！ドーンと大放送（1975年9月30日。初の秋の改編期特番）
  - 欽ちゃん・二郎さん・Oh〜ドリフ！秋だ目玉だ大進撃!!（1976年9月28日）
  - オールスターどっきり！爆笑！大行進（1977年4月1日。後述の『スターどっきり㊙報告』が母体。司会は『どっきり』の三波伸介と、斎藤こず恵）
  - オールスター秋の祭典スペシャル（1978年10月10日）[注 10]
- ポップス20年〜ザ・ヒットパレード（1977年4月5日。『ザ・ヒットパレード』の復活特番）
- スターどっきり㊙報告（1979年9月に第1期→『スターどっきり生放送』が終了後、1981年3月3日と同年10月27日に当枠で『春(秋)の超大作 オールスターどっきり㊙報告』として再開。翌1982年に第2期を半年間放送後、当枠などで継続放送）
- オールスター紅白大運動会（1972年秋 - 1973年秋、1974年秋[注 11] - 1977年、1978年秋[注 12]、1979年 - 1985年。『TGSP』廃枠後に本枠が引き継いで放送した、最大の名物企画。その後1994年春〜1996年春に『ものまね王座決定戦』の出演者で復活した事があった）
  - スター対抗花の競技大会（1972年11月21日。『大運動会』の派生番組。聖火台のセットや聖火入場は『大運動会』と同じだが、収録はフジテレビのスタジオ内で行われ、チームも「紅組」・「白組」・「青組」に増やしたものの、出場者は42名と大幅に減った。競技は床運動、トランポリン、アーチェリーに、『大運動会』でお馴染みの障害物競走に加えて椅子取りゲームも登場。当時年間盗塁の世界新記録を達成した、阪急ブレーブスの福本豊も出演した）
  - オールスター親子対抗大合戦（1975年3月25日。同じく『大運動会』の派生番組で、芸能人家族が紅白に分かれて対決する。総合司会は三波伸介、アシスタントは宮脇康之（後の宮脇健）と真木洋子。なお、番組には三波の息子・伸一（後の二代目三波伸介）も参加した）
  - 600回記念特集II 見たい見せたいあのスター珍プレー名場面集（1982年5月11日。後述の「スター水着」に続く600回記念特集で、『大運動会』の名場面を放送。司会は当時『大運動会』の総合司会を担当し、番組の顔となっていた土居まさるで、オープニングでは自身初の聖火入場も行った。ゲストはおりも政夫、岩崎良美、浜田朱里）
  - オールスター紅白大運動会 栄光の青春・激斗編（1987年7月14日。『大運動会』の総集編番組。ナレーターは『大運動会』末期に実況を担当し、最末期には土居まさるに代わって総合司会も兼任したみのもんた）[注 13]
- 水泳大会シリーズ
  - オールスター紅白水泳大会（1973年 - 1977年・1979年 - 1986年[注 14]。『大運動会』と共に『TGSP』廃枠後に本枠に移動して継続。司会は『TGSP』時代から引き続き土居まさるが務めたが、後におりも政夫に変更、『大運動会』の土居と並ぶ番組の顔となる。またスターターと振付は振付師の西条満）
  - オールスター寒中水泳大会（1974年 - 1987年。『紅白水泳大会』の冬版として並行放送。司会は小林大輔（当時フジテレビアナウンサー）が務めたが、1980年から『紅白水泳』のおりも政夫に交代）
  - ジャポーン 女だけの水泳大会→ドキッ！丸ごと水着 女だらけの水泳大会（1987年 - 1997年。1987年より『紅白水泳大会』を『ジャポーン』に改題し、女性芸能人や女性モデルのみの出場にリニューアル、翌1988年には『寒中』と統合されて再度『ドキッ』に改題。引き続き女性芸能人やモデルが出場したが、後に男性コメディアンも出場、その後は再び女性だけになったり、紅白対抗を一時中断し、複数チーム対抗に変更するなど、度々内容を変更した。総合司会は新たに田代まさしになり、初期にはおりも政夫も担当したが、間もなく桑野信義と交代、また女性司会は主に森口博子が務めた）
  - 600回記念特集 見たい見せたいあのスター水着（1982年4月20日。本枠の編成600回を記念して、『水泳大会』の名場面を放送。「ボイン女性芸能人」[注 15]や「肉体派男性芸能人」を『ザ・ベストテン』形式で紹介したり、競泳場面から4名をエントリーし、1画面に合成してトップを決めるなどを放送した。司会は芳村真理とおりも政夫。ゲストは郷ひろみ、三原順子（後の三原じゅん子）、清水クーコ、小野ヤスシ、ダン池田）
  - オールスター水泳大会25周年 同窓会スペシャル（1994年2月15日。『水泳大会』の総集編番組。『水泳大会』に関わった芸能人がスタジオに集まり、過去の映像を見ながら当時を振り返った。司会はおりも政夫、田代まさし、桑野信義、森口博子。ナレーターは青嶋達也）
- THE MANZAI
- ザ・ガマン
- ムツゴロウとゆかいな仲間たち
- ものまねシリーズ
  - 発表!日本ものまね大賞
  - オールスターものまね王座決定戦（1973年 - 1996年、2000年）
  - 爆笑！スターものまね王座決定戦（1985年、1987年 - 1997年、2000年）
  - あなたが選ぶ！ものまね王座決定戦ベスト101（1990年 - 1997年）
- オールスターびっくり新年会（1974年 - 1978年。多数の芸能人をスタジオに招き、お座敷遊びなどのゲームを行ったりする正月特番。脚本やリハーサルが一切なく、出入りも自由。幹事役（司会）はコント55号。1978年限りで一旦中断し、1981年から幹事役を坂上二郎と藤村俊二に変え、主にノンプライム枠で1986年まで放送された）。なお、1981年以降は当番組のスポンサーである花王石鹸（現在の花王）ではなく、ライオンがスポンサーとなっていた。
- 日本の祭り（1974年 - 1978年・1980年 - 1982年。神宮外苑絵画館前を舞台に、日本全国の様々な祭りが集合する番組。司会は坂本九で、後に玉置宏も参加。1971年より開始し、1974年放送の第4回から（1979年の第9回は除く）[注 16]本枠で放送、ラスト2回の1983年・1984年は『ファミリーワイド』枠で放送した）
- 世紀の対決 インドヨガ対日本忍者（1974年3月5日。日本の忍者とインドのヨガ達人が超人技を披露し、『新春かくし芸大会』形式で審査する。司会：三波伸介。なおこの番組は1989年12月31日放送『タケちゃんの笑って逃げきる大晦日』で、インドヨガ達人による「刀の刃の上に達人が腹を乗せ、達人の背中に煉瓦を積み、上からハンマーで叩く」という超人技が放送された）
- アメリカ大陸横断クイズ!!（1978年9月6日。アメリカ合衆国に関するクイズに、3名で構成された一般家族100組が挑戦する生き残りクイズ。日本テレビの『アメリカ横断ウルトラクイズ』にタイトルが酷似しており、司会も『ウルトラクイズ』と同じ高島忠夫だが、実際にアメリカに行ったのはレポーター役のピンク・レディーで、挑戦者はスタジオ内で、かつて同局で放送された『オリンピックショウ 地上最大のクイズ』と同じく「○札」と「×札」や「三択札」を使って解答する。ハワイパートではアグネス・ラムも登場、またアナハイム・スタジアム（後のエンゼル・スタジアム・オブ・アナハイム）のパートでは遠征中のニューヤンキースも登場した（後述））
- オールスター10人10種競技（1979年2月20日。芸能人10名が計10種類のクイズやゲームに挑戦する）
- クイズ決定版！ウルトラドボン（1979年3月13日。4名で構成された男女対抗クイズ。クイズに正解すれば2点追加、不正解チームは「黒ひげ危機一発」に挑戦し、海賊が飛ばなかったら1点追加だが、海賊が飛んだら得点はリセットされる。10回戦行い、合計点の多い方が勝ち。その後何度か別枠で放送された。司会は高島忠夫と酒井ゆきえ。アシスタントは三笑亭夢之助）
- TVスーパーヒーロー傑作選（1979年6月12日。現在も放送中の『サザエさん』や、かつて放送された『月光仮面』・『隠密剣士』・『赤胴鈴之助』の計4作品を、人気芸能人によってドラマ化する。主演は、『月光仮面』は西城秀樹、『隠密剣士』は野口五郎、『赤胴鈴之助』は郷ひろみ、『サザエさん』は榊原郁恵。なお榊原は後年舞台版『サザエさん』に主演する）
- 新春スターかくし芸大会関連番組シリーズ（『かくし芸』で放送された出し物の練習風景・NG・外国語劇でのカンニング、過去の出し物を放送）
  - 名・珍場面大続出！かくし芸だよ総決算!!2度と見られぬ16年（1979年11月27日）
  - スターかくし芸だよ20年名珍場面NG集（1983年3月29日）
  - 新春スターかくし芸大会 初公開！みんなが知らない舞台裏！（1984年3月20日）

- オールスター氷上スポーツ（1979年11月27日。芸能人が4チームに分かれて行う氷上競技合戦。競技は「人間ボウリング」や「人間通りゃんせ」、そして裸足で氷上のリンクを走り回る「氷上耐久マラソン」など。最後は国土計画女子チーム（後の「SEIBUプリンス ラビッツ」）とのアイスホッケーの試合を行なう。収録は品川プリンスホテルに存在した「ゴールドリンク」）
- スーパージャンボクイズ'80（1980年5月13日。4名1組で構成された視聴者チーム200組が箱根に集まり、椅子取りゲーム[注 17]、○×クイズ、カルタクイズなどでチームを減らし、勝ち残った4組がフジテレビスタジオに集結、スタジオでは映像クイズに挑戦、正解すると2点獲得、不正解チームは多数のびっくり箱から1つ選んで蓋を開け、何も起こらなければ1点追加、物が出たら点数がリセットされる（先述の『ウルトラドボン』と同じ）。そして最終的に点数の多かったチームが優勝、グァム島旅行を獲得。スタジオ司会は桂三枝（後の六代目桂文枝）と酒井ゆきえ[注 18]、箱根レポーターは小野ヤスシ、青空球児、三笑亭夢之助[注 19]、清水クーコ、映像クイズレポーターは月亭八方と団しん也、ナレーターは広川太一郎）
- ノストラパニック・大富豪かスッテンテンか!?（1980年6月10日。『ノストラダムスの大予言』をイメージした異色のクイズ。100名の一般参加者が成績によって「大富豪」から「スッテンテン」までの4ランクに分けられ、最後まで「大富豪」となった参加者が優勝、ハワイ旅行を獲得。司会はみのもんた。進行役の「ミスターノストラ」役は糸居五郎）
- 全世界期待の超大作 スター・ウォーズ大特集（1980年6月24日。新作『スター・ウォーズ 帝国の逆襲』日本公開を4日後に控えた宣伝特番。司会は高島忠夫）
- 世紀のスーパーアニメ 銀河鉄道999・宇宙戦艦ヤマト・そして謎の女1000年女王がキミに迫る！（1980年11月11日。松本零士原作アニメ『新竹取物語 1000年女王』放送を翌年4月に控えた宣伝特番で、『1000年女王』の雪野弥生をはじめ、『銀河鉄道999』の星野鉄郎とメーテル、『宇宙戦艦ヤマト』の森雪ら松本キャラがアニメで共演）
- オールスター夢のラブラブショー（1981年9月15日。2年前に終了した『ラブラブショー』の復活版で、オリジナル版の芳村真理が司会。出演ペアは松田聖子&桑原正、野村義男&河合奈保子など、オリジナル終了後にデビューした芸能人が登場）
- FNS番組対抗名珍場面傑作NG大賞→FNS番組対抗NG名珍場面大賞
- タケちゃんの思わず笑ってしまいました 1 - 9
- いたずらウォッチング!!
- わてら陽気なオバタリアン
- プロ野球珍プレー・好プレー大賞（1991年11月5日、1995年8月1日、11月14日、1996年11月12日、1997年7月22日。『木曜ファミリーワイド』『金曜ファミリーワイド』『金曜おもしろバラエティ』『金曜エンタテイメント』でも放送されていた。）
- プロ野球選手対抗戦シリーズ
  - 激突!プロ野球12球団対抗日本シリーズ（1981年 - 1986年）
  - オールスタープロ野球12球団対抗歌合戦（1987年 - 1995年、2000年）
- オールスター夢の球宴（有名人や人気スターや俳優や歌手やタレントが中心に行っていた野球大会。1971年に『TGSP』で3回放送後、1972年から移籍して1978年まで継続[注 20]するが、直後に始まった後述のニューヤンキースの試合と企画がダブるために中断、1981年3月17日に再スタート、その後は本枠や金曜単発枠『金曜おもしろバラエティ』→『金曜ファミリーランド』で放送された。また1988年と1989年には日本テレビの『土曜スーパースペシャル』でも放送。主審は第1期時代は田辺一鶴、第2期時代は森山周一郎。なお森山は後述のニューヤンキース戦でも主審を務めた）
- ニューヤンキース（1978年8月に『土曜グランドスペシャル』（以降『土GSP』）が終了したのに伴い、本枠で継続放送。なお『土GSP』同様、オープニングテーマはスリーヤンキースの歌『ザ・ベースボール』を使用した）
  - 女子野球・アメリカ遠征ついに実現 夢の黄金カード!!（1978年9月26日。ニューヤンキースがアメリカへ遠征し、元メジャーリーガーのジョー・ディマジオ[注 21]が監督を務め、元阪神のジーン・バッキー、元南海のジョー・スタンカ、元阪急のダリル・スペンサーなどといった、かつて日本プロ野球に在籍していた外国人で構成された「オールアメリカ」との対戦模様を放送。なおニューヤンキースは帰国後、一部の選手が独立し、「ブラックイーグルス」が誕生）
  - 女子野球だよドリフターズ！（1978年10月24日・1979年3月20日。ザ・ドリフターズ率いる「パーフェクト」とニューヤンキース・ブラックイーグルスの試合中継。メンバーはドリフの他、内山田洋とクール・ファイブ、郷ひろみ、沢田研二、野口五郎、布施明、角川博など。『土GSP』廃枠後、『土GSP』時代では絶対に出来なかった[注 22]ドリフとの対決が実現した。なお1979年3月放送はニューヤンキースとしては最後の試合となった。この後再開した『夢の球宴』では、ドリフを始めとする「パーフェクト」メンバーが出演する）
- オールスター紅白バレーボール大会（1973年 - 1977年、1978年秋、1979年、1981年[注 23]。芸能人を男女別の数チームかに分け、サイドアウト制による6人制1セットマッチで行う。冒頭ではエキシビジョンとして、「元・東洋の魔女」対芸能人選抜チームの試合があった）
- オールスター雪の祭典（新潟県の苗場スキー場で行われるゲーム合戦。これに歌やコントを絡ませる。ゲームはスーパーマンの様に雪上を滑る「スーパーマン」、雪の入った股引を着用して行う「モモヒキー」、高台から雪目掛けて跳び落ちる「恐怖の90cm級ジャンプ」、肉襦袢を着て関取となり尻相撲で対決する「大相撲苗場場所」など）
- オールスタースポーツの祭典（1982年・1983年。「雪の祭典」の姉妹版で、夏場の苗場で収録。芸能人が田原俊彦率いる「トシ組」と近藤真彦率いる「マッチ組」に分かれて行うゲーム合戦。またゴルフ対決も行われた。司会は「雪の祭典」のあのねのね）
- オールスターマジック大賞（1983年7月25日・1984年2月21日・1985年4月23日。芸能人が著名な奇術師と共に奇術を披露する。司会は立川清登。出演芸能人は柏原芳恵、太川陽介、石川秀美、松本伊代ほか。出演奇術師は北見マキ、ダーク大和、松旭斎すみえ、ゼンジー北京、マギー司郎ほか。またこれらとは別に、二代目引田天功による奇術も披露された。なお、1985年版はタイトルが『決定！'85スター対抗マジックグランプリ』に改められていた）
  - オールスター紅白マジック大賞（1977年1月18日。初の芸能人奇術番組で、芸能人を紅白に分けて奇術で競い合う。司会は芳村真理と宮尾すすむ。白組キャプテンは初代引田天功で、紅組キャプテンは二代目引田天功（当時朝風まり））
- クレージーキャッツ結成30周年記念特別企画 アッと驚く!無責任（1985年10月22日）
- 大相撲部屋別対抗歌合戦（1986年 - 1998年）
- チャレンジ・ザ・ギネス
- 河田町プッツン意思表示（1986年9月9日）
- オールナイトフジスペシャル
- おニャン子クラブ関連
  - おニャン子のアブない夜だよ 生放送（1986年6月3日）
  - 甲子園に行かなくても校歌が歌える全国大会（1986年8月放送）
- オールアイドル天国（1987年。女性アイドルが出演するバラエティ番組。内容はかくし芸コンテスト「アイドルゴングショー」、出身地別東西対抗による「アイドルドッジボール」、じゃんけんに負けると変なコスプレをさせられる「アイドル逆野球拳」、「アイドル腕相撲トーナメント」、「アイドル物々交換会」や、古典的ゲーム「被害者は誰だ」・「じゃんけん水かけ」。司会：片岡鶴太郎、三田寛子、ゲストアイドル：芳本美代子、新田恵利、松本典子、福永恵規、少女隊、杉浦幸、長山洋子[注 24]。「ゴングショー」審査員：石川秀美、島崎俊郎、Bro.KONE。ナレーター：古川登志夫）
- 所・田代の鉄人技大賞（1987年9月15日）
- 全日本小心者大賞
- 笑っていいとも!特大号（1983年6月14日、1984年6月12日、1985年6月11日放送。「6月放送」はこの3回だけで、以後は年末での放送）
- 世界の超豪華・珍品料理
- 意地悪ばあさんリターンズ 伝説のばあさんVS湾岸署スリーアミーゴス意地悪バトル（1999年10月12日。本枠では珍しいドラマで青島幸男主演版『意地悪ばあさん』は10年振りにして最終作だが、平四郎役は河原崎長一郎から段田安則、良子役は坪内ミキ子から森公美子にそれぞれ変更、また『踊る大捜査線』の「スリーアミーゴス」がゲスト出演した）
- ホノルルマラソン

など

### 放送され、のちにレギュラー番組に昇格した番組
- オールスター家族対抗歌合戦 - 1972年10月1日から日曜20時台で14年間放送。
- スター作詞作曲グランプリ - 1977年10月1日から土曜12時台で半年間放送。
- オールスターどっきり㊙報告 - 『スターどっきり㊙報告』に改題し、1982年4月から木曜20時台で半年間放送。
- ザ・対決! - 1985年4月13日から土曜19時台で半年間放送。
- とんねるずのみなさんのおかげです - 1988年10月13日から木曜21時台で休止期間を挟みながら2018年3月まで「とんねるずのみなさんのおかげでした」として29年半放送。
- 邦ちゃんのやまだかつてないテレビ - 1989年10月18日から水曜21時台で2年半放送。
- ダウンタウンのごっつええ感じ - 1991年12月8日から日曜20時台で約6年間放送。
- スターどっきり㊙報告 - 「スターどっきり大作戦」に改題し、1997年4月から月曜19時台で半年間放送。
- 直撃!!ウワサの5人

## 火・曜・特・番!! 放送一覧
| 放送日   | 番組名                                                                                    | 主な出演者 | 備考 |
| 1999年   | 1999年                                                                                    | 1999年 | 1999年 |
| -------- | ----------------------------------------------------------------------------------------- | --- | --- |
| 10月12日 | 意地悪ばあさんリターンズ 伝説のばあさんVS湾岸署スリーアミーゴス意地悪バトル               | 青島幸男、段田安則、北村総一朗、斉藤暁、小野武彦 | ドラマ |
| 10月19日 | 超めざましテレビ!!女子アナ㊙初出し映像 今夜だけ公開スペシャル                             | | |
| 10月26日 | 大家族スペシャル'99秋 貧乏なんかに負けないぞ！４                                          | | |
| 11月9日  | スーパーニューススペシャル 号外!ニッポンの危機大全集                                      | 黒岩祐治、島田紳助、八木亜希子（当時フジテレビアナウンサー）、亀井静香、大竹まこと、林寛子、藤崎奈々子、佐々淳行 | |
| 12月7日  | 爆笑伝説!志村けんの変なおじさんVSネプチューン大決戦!!                                     | 志村けん、ネプチューン、田代まさし、桑野信義、肥後克広（ダチョウ俱楽部）、上島竜兵（ダチョウ俱楽部）、乾き亭げそ太郎、柄本明、優香、飯島愛、村田和美、永田杏子、麻丘めぐみ、田中美奈子、YOU、若菜瀬奈                                                          | |
| 12月14日 | 美川・加賀のおだまりコンビツアー 韓国の皆さんコンバンワ                                   | 美川憲一、加賀まりこ | |
| 12月21日 | オールスター民放紅白歌合戦                                                                | 西山喜久恵（フジテレビアナウンサー、総合司会） 紅組・水前寺清子（紅組キャプテン）、伊東ゆかり、黛ジュン、小川知子、松村和子、石川ひとみ、本田美奈子 白組・堺正章（白組キャプテン）、橋幸夫、西郷輝彦、ブルーコメッツ、尾崎紀世彦、山本譲二、野口五郎、西城秀樹 | |
| 12月28日 | '99ぶっちぎり200連発 超ド迫力激撮生放送・スクープ映像100連発vs逮捕の瞬間100連発スペシャル | 今田耕司、安藤優子、島田紳助、八木亜希子、田中義剛 | 18:30から生放送。                                                                                          |
| 2000年   |                                                                                           | | |
| 1月11日  | 今夜開幕 プロ野球12球団激突！歌って踊る日本シリーズ                                       | 小堺一機、薬丸裕英、ココリコ、木佐彩子（当時フジテレビアナウンサー）、松坂大輔、上田浩明、石井貴 | |
| 1月18日  | 完全保存版 懐かしのアニメ最終回スペシャル                                                 | 小島奈津子(当時フジテレビアナウンサー) | |
| 1月25日  | ハッピーバースデー!スペシャル                                                             | 陣内孝則、田中美佐子、ココリコ、遠藤久美子、西山喜久恵(フジテレビアナウンサー)、吉田栄作、工藤静香、楠田枝里子、佐々木主浩 | 前年の1999年9月まで日曜夜8時にレギュラー放送していた。                                                     |
| 2月1日   | 美川憲一＆デヴィ夫人のケンカはだめョ!! 50人過激トークバラエティ                           | 美川憲一、デヴィ夫人、菊間千乃(当時フジテレビアナウンサー)、梅沢富美男、安部譲二、川崎麻世 | |
| 2月8日   | 鶴瓶・ユースケの家族で考える安全第一ライフ                                                | 笑福亭鶴瓶、ユースケ・サンタマリア、秋野暢子、渡辺正行、カイヤ | |
| 2月15日  | 独身有名人大集合!!こんなお見合いあり3〜1日遅れのバレンタインデースペシャル〜              | 磯野貴理子、島崎和歌子、陣内貴美子、真矢みき、三瀬真美子、吉本多香美、池谷幸雄、見栄晴、武田修宏、神田利則、竹下宏太郎、小堺一幾、薬丸裕英、落合信子、長門裕之                                                                                                 | |
| 2月22日  | アダルトvs超女子高生100人!! これが年の差なんてだろ!?バトルスペシャル                      | キャイ〜ン、小橋賢児、うつみ宮土理、小倉智昭、関根勤、磯野貴理子、優香 | |
| 2月29日  | 東京vs大阪 激撮 珍事件100連発最強版                                                       | | |
| 3月7日   | 春一番 爆笑ものまね王座決定戦スペシャル〜瞬間視聴率どこまで〜                             | | |
| 3月14日  | ドリフ大爆笑2000 春一番スペシャル                                                         | ザ・ドリフターズ | 過去のコントの傑作選。前月に死去した荒井注がゲスト出演したコントの終盤では、メンバーの追悼文が表示された。 |
| 3月21日  | 志村けんのバカ殿様 桜満開スペシャル                                                       | 志村けん、桑野信義、田代まさし | 過去の傑作選。                                                                                             |
| 3月28日  | 料理の鉄人 ニューヨーク日米決戦                                                           | | |

※11月2日・16日・30日には『ワールドカップバレー'99』を放送。
※2000年1月4日には『2000国際オープンフィギュアスケート選手権』を放送したが、枠外での特番として扱われた。

## ネット局
| 放送対象地域           | 放送局             | 系列                                         | ネット形態             | 備考 |
| ---------------------- | ------------------ | -------------------------------------------- | ---------------------- | --- |
| 関東広域圏             | フジテレビ         | フジテレビ系列                               | 製作局                 | |
| 北海道                 | 札幌テレビ         | 日本テレビ系列                               | 同時ネット             | 1972年3月まで編成 |
| 北海道                 | 北海道文化放送     | フジテレビ系列                               | 同時ネット             | 1972年4月の開局時から編成 |
| 青森県                 | 青森テレビ         | TBS系列                                      | 遅れネット             | [ 注 26 ] |
| 岩手県                 | テレビ岩手         | 日本テレビ系列                               | 遅れネット             | 1991年3月まで編成 |
| 岩手県                 | 岩手めんこいテレビ | フジテレビ系列                               | 同時ネット             | 1991年4月の開局時から編成 |
| 宮城県                 | 仙台放送           | フジテレビ系列                               | 同時ネット             | |
| 秋田県                 | 秋田テレビ         | フジテレビ系列                               | 同時ネット             | 1981年4月から1987年3月まではテレビ朝日系列とのクロスネット局                                                                                             |
| 山形県                 | 山形テレビ         | テレビ朝日系列                               | 同時ネット             | 1975年4月から1979年6月まではフジテレビ系列とテレビ朝日系列のクロスネット局 1975年3月までと1979年7月から1993年3月まではフジテレビ系列 1993年3月に打ち切り |
| 山形県                 | さくらんぼテレビ   | フジテレビ系列                               | 同時ネット             | 1997年4月の開局時から編成 |
| 福島県                 | 福島テレビ         | フジテレビ系列                               | 遅れネット →同時ネット | 1983年3月まではTBS系列とのクロスネット局 |
| 新潟県                 | 新潟総合テレビ     | フジテレビ系列                               | 遅れネット →同時ネット | 1981年3月までは日本テレビ系列、テレビ朝日系列との3系列クロスネット 1981年4月から1983年9月まではテレビ朝日系列とのクロスネット局                          |
| 長野県                 | 長野放送           | フジテレビ系列                               | 同時ネット             | |
| 山梨県                 | テレビ山梨         | TBS系列                                      | 遅れネット             | 土曜もしくは日曜午後に遅れネット |
| 静岡県                 | テレビ静岡         | フジテレビ系列                               | 同時ネット             | |
| 富山県                 | 富山テレビ         | フジテレビ系列                               | 同時ネット             | |
| 石川県                 | 石川テレビ         | フジテレビ系列                               | 同時ネット             | |
| 福井県                 | 福井テレビ         | フジテレビ系列                               | 同時ネット             | |
| 中京広域圏             | 東海テレビ         | フジテレビ系列                               | 同時ネット             | |
| 近畿広域圏             | 関西テレビ         | フジテレビ系列                               | 同時ネット             | |
| 島根県・鳥取県         | 山陰中央テレビ     | フジテレビ系列                               | 同時ネット             | |
| 岡山県 →岡山県・香川県 | 岡山放送           | フジテレビ系列                               | 同時ネット             | 1979年3月まではテレビ朝日系列とのクロスネット局で、岡山県のみの放送 1979年4月以降は香川県でも放送                                                        |
| 広島県                 | 広島テレビ         | 日本テレビ系列                               | 同時ネット             | 1975年9月まで編成 |
| 広島県                 | テレビ新広島       | フジテレビ系列                               | 同時ネット             | 1975年10月の開局時から編成 |
| 山口県                 | テレビ山口         | TBS系列                                      | 同時ネット →遅れネット | 1978年9月まではフジテレビ系列、テレビ朝日系列との3系列クロスネット 1978年9月から1987年9月まではフジテレビ系列とのクロスネット局                          |
| 愛媛県                 | テレビ愛媛         | フジテレビ系列                               | 同時ネット             | |
| 高知県                 | テレビ高知         | TBS系列                                      | 遅れネット             | 1997年3月まで編成 |
| 高知県                 | 高知さんさんテレビ | フジテレビ系列                               | 同時ネット             | 1997年4月の開局時から編成 |
| 福岡県                 | テレビ西日本       | フジテレビ系列                               | 同時ネット             | |
| 佐賀県                 | サガテレビ         | フジテレビ系列                               | 同時ネット             | |
| 長崎県                 | テレビ長崎         | フジテレビ系列                               | 同時ネット             | 1990年9月までは日本テレビ系列とのクロスネット局 |
| 熊本県                 | テレビ熊本         | フジテレビ系列                               | 同時ネット             | 1989年9月まではテレビ朝日系列とのクロスネット局 |
| 大分県                 | テレビ大分         | 日本テレビ系列 フジテレビ系列                | 同時ネット             | 1993年9月まではテレビ朝日系列との3系列クロスネット |
| 宮崎県                 | テレビ宮崎         | フジテレビ系列 日本テレビ系列 テレビ朝日系列 | 同時ネット             | 1976年3月まではフジテレビ系列 1976年4月から1979年3月まではテレビ朝日系列とのクロスネット局                                                               |
| 鹿児島県               | 鹿児島テレビ       | フジテレビ系列                               | 同時ネット             | 1982年9月まではテレビ朝日系列、日本テレビ系列との3系列クロスネット 1982年10月から1994年3月までは日本テレビ系列とのクロスネット局                         |
| 沖縄県                 | 沖縄テレビ         | フジテレビ系列                               | 同時ネット             | |